# Rollinier
Espèce
Classification phylogénétique
Statut de conservation UICN

 LC  : Préoccupation mineure
Synonymes
- Annona biflora Ruiz & Pav. ex G. Don
- Annona biflora Sessé & Moc.
- Annona obtusiflora Tussac
- Annona obtusifolia DC.
- Annona parviflora Ruiz & Pav. ex G. Don
- Annona parviflora Ruiz & Pav. ex R.E. Fr.
- Annona pterocarpa Ruiz & Pavon ex G. Don
- Annona pteropetala Ruiz & Pav. ex R.E. Fr.
- Annona pteropetala Ruiz & Pav. ex E.A. López
- Annona reticulata var. mucosa (Jacq.) Willd.
- Rollinia biflora Ruiz & Pavon ex G. Don
- Rollinia curvipetala R.E. Fr.
- Rollinia deliciosa Saff.
- Rollinia jimenezii Saff.
- Rollinia jimenezii var. nelsonii R.E. Fr.
- Rollinia micrantha G. Don
- Rollinia mucosa (Jacq.) Baill.
- Rollinia mucosa subsp. aequatorialis R.E. Fr.
- Rollinia mucosa subsp. portoricensis R.E. Fr.
- Rollinia mucosa var. macropoda R.E. Fr.
- Rollinia mucosa var. neglecta (R.E. Fr.) R.E. Fr.
- Rollinia neglecta R.E. Fr.
- Rollinia orthopetala A. DC.
- Rollinia permensis Standl.
- Rollinia pterocarpa G. Don
- Rollinia pulchrinervia A. DC.
- Rollinia sieberi A. DC.[1]

Le Rollinier, Cérimoya, Corossol sauvage, ou Biriba (anglais), Biriba (espagnol) (nom scientifique : Annona mucosa Jacq., syn. Rollinia pulchrinervia) est une espèce de plantes à fleurs de la famille des Annonacées. Celle-ci compte 120 espèces botaniques différentes, regroupant près de 2 000 espèces d'annonacées.
Il est aussi appelé « chérimole » ou « grozat » par la population locale, ou « zat » à Saint-Leu.

## Ses origines
Originaire de la Guyane et du nord du Brésil.
La date de son introduction sur l’île de La Réunion n’est pas connue. Cet arbre se trouve le plus souvent dans les anciens vergers ou cours créoles. 

## Description
Le rollinier est un arbre de taille moyenne pouvant atteindre 7 à 8 mètres de hauteur, les fleurs  sont disposées par paires, et sont très odorantes. Son fruit de couleur jaunâtre est globuleux, mesurant de 8 à 12 cm de diamètre, son contour est marqué et se termine par des petites pointes foncées. Sa pulpe est charnue, blanche et crémeuse avec de nombreuses graines marron qui sont agencées côte à côte.
Son fruit se consomme cru quand il est mûr, et son goût est similaire au fruit de l’attier qui appartient à la même famille des Annonacées. 

## Culture
La culture du rollinier se fait à partir de ses graines qu’on replante pour obtenir des plants. Souvent pour varier les  diversités des espèces, il est effectué des greffes sur l’arbre (avec la même espèce ou le même genre) ce qui aboutit à la production d’une nouvelle espèce de fruit qui apparaît trois à quatre ans plus tard dont la saveur ou l’aspect se modifie.
Il demande souvent un enracinement peu profond et une irrigation peu abondante.
Il se cultive principalement dans des milieux chauds et tropicaux.

## Source
F. Le Bellec & V. Renard, Le grand livre des fruits tropicaux.